# Andrigo Parlanti
Andrigo Parlanti (fl. XX secolo) è stato un calciatore italiano, di ruolo difensore.

## Carriera
Con la Lucchese disputa 11 gare nel campionato di Prima Divisione 1922-1923. Rimane in forza ai rossoneri fino al 1927, e in seguito milita nel Montecatini.